# Doug Liman
Douglas Eric "Doug" Liman, född 24 juli 1965 i New York, är en amerikansk regissör och filmproducent. Han började skapa kortfilm då han studerade vid International Center of Photography i New York.

## Filmografi (i urval)
| År   | Film                | Noteringar                                               |
| ---- | ------------------- | -------------------------------------------------------- |
| 1994 | Getting In          |                                                          |
| 1996 | Swingers            | MTV Movie Award för Bästa nya filmskapare                |
| 1999 | Go                  | nominerad - Independent Spirit Award till Bästa regissör |
| 2002 | The Bourne Identity | även producent                                           |
| 2005 | Mr. & Mrs. Smith    |                                                          |
| 2008 | Jumper              |                                                          |
| 2010 | Fair Game           | även producent nominerad - Palme d'Or                    |
| 2014 | Edge of Tomorrow    |                                                          |
| 2017 | The Wall            |                                                          |
| 2017 | American Made       |                                                          |
| 2021 | Locked Down         |                                                          |
| 2021 | Chaos Walking       |                                                          |
| 2024 | Road House          |                                                          |
| 2024 | The Instigators     |                                                          |